# Liten tvestjärt
Liten tvestjärt (Labia minor) är en tvestjärtart som först beskrevs av Carl von Linné 1758. Enligt Catalogue of Life ingår liten tvestjärt i släktet Labia och familjen Labiidae, men enligt Dyntaxa är tillhörigheten istället släktet Labia och familjen dvärgtvestjärtar. Arten är reproducerande i Sverige. Inga underarter finns listade i Catalogue of Life.